# Lista de membros da Royal Society eleitos em 1686
Esta é uma lista de Membros da Royal Society eleitos em 1686.

## Fellows
- William Molyneux (1656 -1698)
- Clopton Havers (1657 -1702)
- Sir Robert Gordon (1647 -1704)
- St George Ashe (1658 -1718)
- John Harwood (1661 -1731)
- Sir Thomas Molyneux (1661 -1733)
- Thomas Meres (n. 1662)